# Rare Replay
Rare Replay est une compilation de jeux vidéo développée par Rare et éditée par Microsoft Studios, sortie sur Xbox One le 4 août 2015.

## Système de jeu
Rare Replay est une compilation qui contient 30 jeux développés sur différentes plates-formes, du ZX Spectrum à la Xbox 360, par Rare et Ultimate Play the Game, le prédécesseur de Rare,. Les jeux, en plus de couvrir 30 ans d'histoire, couvrent plusieurs genres, à savoir le jeu de combat, de tir à la première personne, de jardinage, de minage, de plates-formes en 2D ou en 3D, de course et de ski. Le 27 janvier 2023, le jeu GoldenEye 007, sorti sur Nintendo 64 en 1997, basé sur le film de James Bond GoldenEye est ajouté à la compilation dans son format numérique.

### Liste des jeux
Voici la liste des 31 jeux que contient Rare Replay dans sa version numérique avec l'année d'origine du jeu.
| 1983 | Jetpac Lunar Jetman Atic Atac                                |
| 1984 | Sabre Wulf UnderWurlde Knight Lore                           |
| 1985 | Gunfright                                                    |
| 1986 | Slalom                                                       |
| 1987 | R.C. Pro-Am                                                  |
| 1989 | Cobra Triangle                                               |
| 1990 | Snake Rattle 'n' Roll Solar Jetman Digger T. Rock            |
| 1991 | Battletoads                                                  |
| 1992 | R.C. Pro-Am II                                               |
| 1994 | Battletoads Arcade                                           |
| 1996 | Killer Instinct Gold                                         |
| 1997 | Blast Corps GoldenEye 007                                    |
| 1998 | Banjo-Kazooie                                                |
| 1999 | Jet Force Gemini                                             |
| 2000 | Perfect Dark Banjo-Tooie                                     |
| 2001 | Conker's Bad Fur Day                                         |
| 2003 | Grabbed by the Ghoulies                                      |
| 2005 | Kameo: Elements of Power Perfect Dark Zero                   |
| 2006 | Viva Piñata                                                  |
| 2007 | Jetpac Refuelled                                             |
| 2008 | Viva Piñata: Trouble in Paradise Banjo-Kazooie: Nuts & Bolts |